# Grand parc de Miribel-Jonage
Grand parc de Miribel-Jonage is een natuur- en recreatiegebied van ongeveer 2200 hectare op ongeveer 10 km ten oosten van de Franse stad Lyon. Het gebied ligt tussen de Rhône (het omleidingskanaal canal de Miribel) in het noorden en het canal de Jonage in het zuiden.
Het gebied heeft een driedubbele functie. Het dient als overstromingsgebied van de Rhône, stroomopwaarts van Lyon. In 2021 kende het gebied drie overstromingen. Het dient ook als waterwinningsgebied voor Lyon.
Daarnaast is het een recreatiegebied voor de stedelijke agglomeratie van Lyon. Anno 2022 heeft het park jaarlijks ongeveer vier miljoen bezoekers. In de jaren zeventig werden er tennisbanen en fietspaden aangelegd. Een golfbaan volgde in 1985. In 1991 werd besloten het gebied verder in te richten, een initiatief genomen onder leiding van de burgemeester van Lyon, Michel Noir. In 1993 werd het recreatiegebied gerealiseerd.
Het ruige, natuurlijke recreatiegebied kent verschillende meertjes (waarvan Lac de Miribel-Jonage het grootste is), veel wandelpaden en een sportcentrum. In 2008 werd het park erkend als Natura 2000-gebied.
Ten noorden van het uitgestrekte gebied ligt de gemeente Miribel en ten westen Jonage. Het park ligt op het grondgebied van de gemeenten Vaulx-en-Velin, Décines-Charpieu, Miribel en Jonage.